# Jorja
Jorja ist ein weiblicher Vorname.

## Herkunft und Bedeutung
Der Name ist eine moderne weibliche englische Form von Georgia. Weitere weibliche Varianten sind Georgeanna, Georgiana, Georgina und Georgie. Die englische männliche Form ist George. 

## Bekannte Namensträgerinnen
- Jorja Fox (* 1968), US-amerikanische Schauspielerin
- Jorja Smith (* 1997), britische Sängerin